# The Equalizer (filme)
The Equalizer (bra: O Protetor; prt: The Equalizer - Sem Misericórdia) é um filme de ação e aventura estadunidense, produzido em 2014 e dirigido por Antoine Fuqua, baseado na série de televisão homônima dos anos 1980.

## Sinopse
Robert McCall (Denzel Washington) é um agente governamental aposentado que mora em Boston, Massachusetts. Ele trabalha em uma loja de ferragens do Home Mart, onde faz amizade com muitos de seus colegas de trabalho e tenta ajudar um estagiário de segurança chamado Ralphie a passar no exame de qualificação. McCall prometeu à sua esposa recentemente falecida que deixaria sua antiga vida para trás, mas é forçado a agir depois que uma prostituta adolescente chamada Teri (Chloë Grace Moretz), cujo nome verdadeiro é Alina, é abusada por seu cafetão. A vida de Alina foi interrompida aos cinco ou seis anos, quando ela foi vítima do tráfico de escravos brancos pela máfia russa.
Robert deve quebrar seus votos para vingar Alina, que é hospitalizada após ser brutalmente espancada por seu cafetão, Slavi (David Meunier). McCall entra em um restaurante de propriedade da máfia russa e tenta convencer Slavi a libertar Alina em troca de um pagamento de US$ 9.800, mas Slavi recusa a oferta. McCall está prestes a sair, mas muda de ideia e mata Slavi e quatro de seus homens com suas próprias armas, além de remover as imagens de todas as câmeras de segurança.
Em retaliação, o líder baseado em Moscou Vladimir Pushkin (Vladimir Kulich) envia seu executor, Teddy (Marton Csokas), a Boston para encontrar e eliminar o culpado. Enquanto isso, Ralph retira sua inscrição para ser guarda de segurança do Home Mart para ajudar sua mãe no restaurante de sua família, que foi incendiado por policiais corruptos em um ato de extorsão. McCall confronta os policiais corruptos e os força a devolver todo o dinheiro que ganharam por meio de extorsão. Ralph passa no teste e se torna segurança do Home Mart.
Depois de investigar os fatos, Teddy descobre que McCall é o culpado. Surpreso com o conjunto de habilidades que McCall possui, Teddy decide capturá-lo ao invés de matá-lo. McCall, no entanto, engana seus perseguidores e escapa, enquanto realiza mais atos de vigilância. McCall visita os agentes aposentados Susan Plummer (Melissa Leo) e Brian Plummer (Bill Pullman) na Virgínia, que o ajudam a aprender sobre as atividades de Pushkin. Susan revela a ele que Teddy é um ex-Spetsnaz e que seu nome verdadeiro é Nikolai Itchenko. Depois que McCall sai, Susan comenta com Brian que McCall não estava procurando ajuda, mas na verdade estava pedindo permissão.
McCall então captura Frank Masters (David Harbor), um policial corrupto de Boston que estava ajudando Teddy, e o tranca em seu próprio carro, inundando-o com monóxido de carbono do escapamento para forçá-lo a cooperar. Frank cede e ajuda McCall a destruir uma das operações de lavagem de dinheiro de Pushkin em Boston. Mais tarde, McCall confronta Teddy em um restaurante e ameaça acabar com o império de Pushkin se ele não sair de seu negócio. Ele logo destrói um navio porta-contêineres usado por Pushkin para contrabandear mercadorias. Insatisfeito com a falta de progresso de Teddy e suas crescentes perdas monetárias, Pushkin avisa Teddy que ou ele termina com McCall ou não retorna a Moscou.
Em retaliação, Teddy e seus homens atacam o Home Mart e tomam Ralph e os outros trabalhadores como reféns, ameaçando matá-los se McCall não se render. McCall entra na loja, desativa a maior parte da iluminação e liberta Ralph, a quem ele ordena que traga os reféns para um local seguro. Ele então começa a matar os capangas de Teddy, um por um. Depois de uma briga entre McCall e um dos homens de Teddy, Ralph volta para ajudar McCall e leva um tiro na perna. McCall ordena que Ralph ligue a eletricidade em exatamente 40 segundos. Além disso, ele empurra pequenos recipientes de propano e oxigênio em um forno de micro-ondas, causando uma explosão que mata o último dos homens de Teddy. McCall finalmente mata Teddy com uma pistola de pregos.
Em poucos dias, McCall viaja para Moscou, entra na mansão de Pushkin, elimina seus guardas e inventa uma armadilha elétrica para matá-lo. Ao retornar a Boston, ele inesperadamente conhece Alina, que se recuperou de seus ferimentos. Ela agradece por ter lhe dado uma segunda chance e diz a ele que alguém deixou um envelope para ela com US$ 10.000 no hospital. Na última cena, observa-se que McCall pretende continuar usando suas habilidades para ajudar os necessitados, oferecendo seus serviços de vigilante por meio de uma propaganda online, na qual se identifica como “The Equalizer”. Logo ele recebe um pedido de ajuda ao qual responde afirmativamente.

## Elenco
- Denzel Washington como Robert McCall
- Marton Csokas como Teddy Benson / Nicolai Itchenko
- Chloë Grace Moretz como Alina / "Teri"
- Melissa Leo como Susan Plummer
- Bill Pullman como Brian Plummer
- Johnny Skourtis como Ralphie
- Haley Bennett como Mandy
- David Harbour como Frank Masters
- Vladimir Kulich como Vladimir Pushkin
- David Meunier como Slavi
- Alex Veadov como Tevi
- James Wilcox como Pederson
- Mike O'Dea como Remar
- Anastasia Mousis como Jenny

## Produção
Em junho de 2010, Russell Crowe foi escalado para o papel de Robert McCall. Em dezembro de 2011, a Sony anunciou que Denzel Washington assumiria o papel em vez de Crowe. Também houve mudanças na escolha dos diretores quando as negociações com Antoine Fuqua só começaram em março de 2013, pouco antes do início das filmagens, depois que Nicolas Winding Refn e Rupert Wyatt tiveram que cancelar por dificuldade de agendamento. O diretor Fuqua estava tão convencido de Chloë Grace Moretz que tornou a personagem do filme Alina mais jovem especialmente para ela, depois de inicialmente procurar uma atriz mais velha.
As filmagens começaram em 17 de junho de 2013 em Boston. O custo de produção foi de aproximadamente US$ 55 milhões. Em meados de novembro de 2014, o filme arrecadou pouco menos de 190 milhões de dólares, incluindo quase 100 milhões de dólares nos EUA.

## Crítica
O filme recebeu uma resposta mista a positiva. No Rotten Tomatoes, o filme foi classificado com 61% com base em 171 avaliações. Em resumo, ele diz: “The Equalizer é mais estiloso e brutal do que significativo, mas com Antoine Fuqua por trás das câmeras e Denzel Washington como um lutador pela justiça, o filme cumpre o que promete.” No Metacritic, o filme tem uma pontuação média ponderada 57 de 100 com base em 41 revisões.
Björn Becher classifica The Equalizer com 3 de 5 estrelas no Filmstarts e diz: “As sequências curtas em que o herói do título, em sua maioria desarmado, avalia primeiro seu ambiente e seus oponentes e seus pontos fracos e, em seguida, ataca em rápida sucessão, implacável e extremamente brutal, são um lembrete como os filmes “Sherlock Holmes”, de Guy Ritchie, e agora são as peças de “The Equalizer”, bem como o ator principal carismático – mas entre esses momentos brilhantes há muito tempo ocioso no longo filme de ação de Fuqua.” A revista Cinema vê o filme como “um thriller de justiça [n] vigilante duro e enervante”, que serve “o clichê do russo mau”, mas surge com “um confronto de desespero”. O film-dienst descreve The Equalizer como uma “infusão clichê e completamente sem imaginação do cinema de ação vigilante dos anos 1980”, na qual o “ator principal carismático” e algumas “cenas de ação virtuosas” não aparecem podem esconder o vazio. O editor da Variety, Scott Foundas, vê de forma semelhante: “Excessivamente longo e, portanto, nem a metade do entretenimento quanto poderia ter sido: “The Equalizer” é, em última análise, uma atualização desajeitada, desnecessariamente brutal e principalmente insatisfatória da série cult dos anos 80.” Kim Newman julga em Empire que The Equalizer é “muito longo e pesado”, mas “este veículo estrela transitável oferece uma retribuição justa mais do que suficiente para uma noite desesperadora com Denzel.” Ele premia 3 estrelas em 5. Todd McCarthy, do The Hollywood Reporter, diz “Esta atualização satisfatória da popular série dos anos 1980 é o filme mais emocionante, violento e estiloso de seu tipo em anos.”

## Continuação
Uma sequência foi lançada em 2018 como The Equalizer 2. Nos Estados Unidos, o filme foi lançado no dia 20 de julho de 2018 nos cinemas, o lançamento no cinema alemão foi no dia 16 de agosto de 2018. Richard Wenk foi contratado como roteirista.